# Paul Dumez
Paul Dumez (Mortsel, 14 maart 1942) is een voormalig Belgisch politicus van de CVP.

## Levensloop
Dumez werd beroepshalve advocaat.
In de jaren 1970 was hij de voorzitter van de Antwerpse afdeling van de CVP-jongeren. Van 1989 tot 1991 zetelde hij in de Kamer van volksvertegenwoordigers als opvolger van Leo Tindemans, die lid werd van het Europees Parlement. In de periode oktober 1989-november 1991 had hij als gevolg van het toen bestaande dubbelmandaat ook zitting in de Vlaamse Raad. De Vlaamse Raad was vanaf 21 oktober 1980 de opvolger van de Cultuurraad voor de Nederlandse Cultuurgemeenschap, die op 7 december 1971 werd geïnstalleerd, en was de voorloper van het huidige Vlaams Parlement.  
Na de eerste rechtstreekse verkiezingen voor het Vlaams Parlement van 21 mei 1995 legde hij op 4 juli 1995 de eed af als Vlaams volksvertegenwoordiger voor de kieskring Antwerpen in opvolging van Vlaams minister Wivina Demeester. Hij oefende dit mandaat uit tot juni 1999. Ook was hij van 1996 tot 2002 lid van het Comité van de Regio's.